# 이신 (메소포타미아)

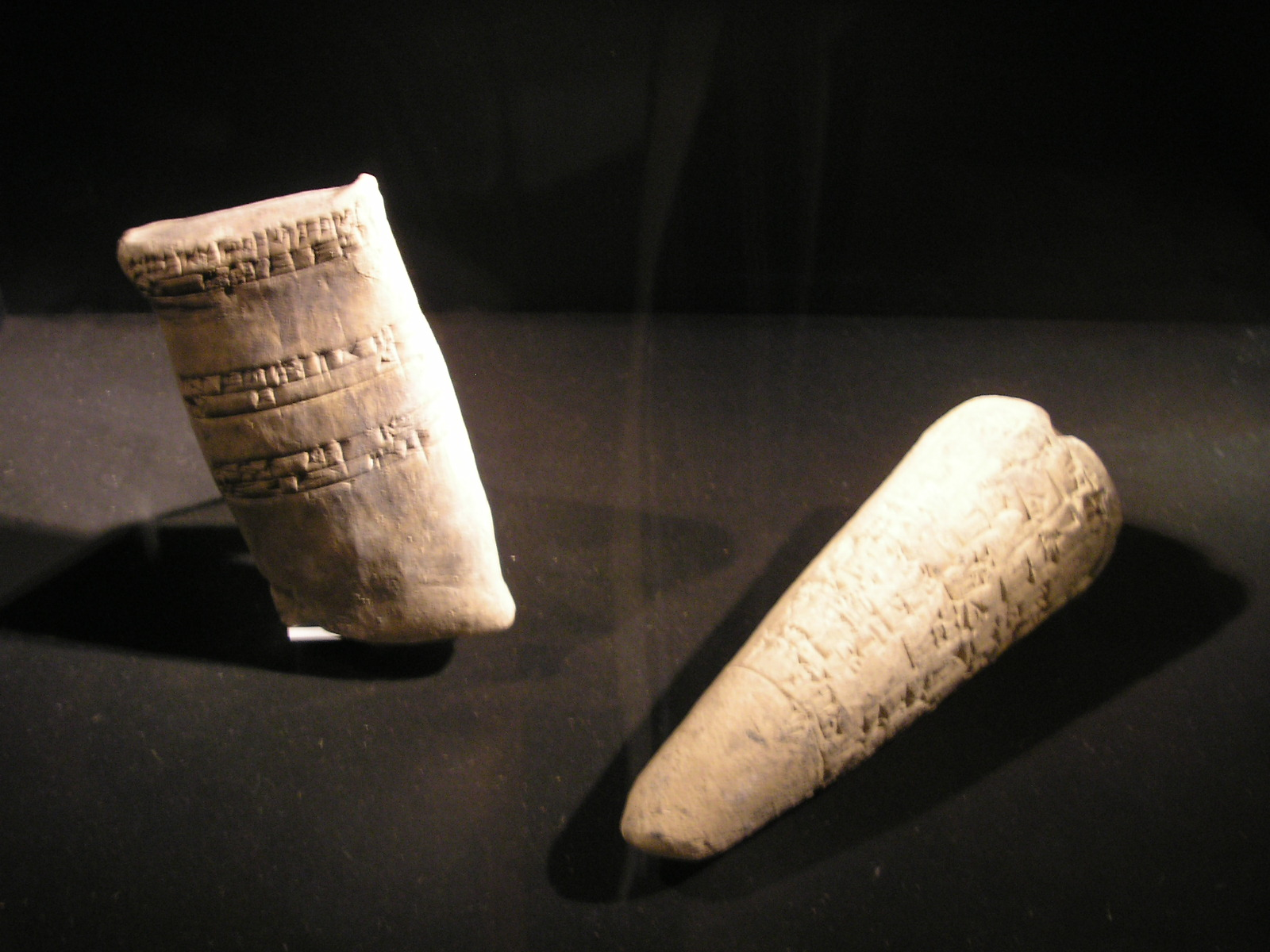

이신(수메르어: 𒉌𒋛𒅔𒆠I3-si-inki,)은 메소포타미아 남부의 도시였다. 그곳은 기원전 20세기에 홍수가 났었다.
수메르 시기의 이신왕은 알려져 있지 않다. 그리고 이신 왕조는 남부 메소포타미아의 아모리트 도시국가를 말한다. 이신은 우르 제3 왕조의 쇠퇴와 함께 독립을 얻었다. 이신 왕조는 기원전 1730년에 끝났다.

## 지도
| 모술바그다드테헤란유프라테스강티그리스강니푸르기르수라가시마라드우루크우바이드우르에리두키시수사안샨마리아카드이신라르사바빌론아수르니네베님루드두르샤루킨class=notpageimage\| 메소포타미아의 고대 도시들 : 수메르의 도시 : 엘람의 도시 : 아카드 제국의 도시 : 아모리인의 도시 : 바빌로니아의 도시 : 아시리아의 도시 : 현대의 이라크 · 이란의 도시 |

## 이신왕 목록
(~ 1730 BC)
1. 이쉬비에라 (33년)
2. 슈-일리슈 (20년)
3. 이딘-다간 (20년)
4. 이쉬메-다간 (20년)
5. 리피트-이쉬타르 (11년)
6. 우르-닌우르타 (이쉬쿠르의 아들 28년)
7. 부르-신 (아마르신)(5년)
8. 리피트-엔릴 (5년)
9. 에라-이미티 (8년)
10. 엔릴-바니 (24년)
11. 잠비야 (3년)
12. 에테르-피샤 (4년)
13. 울-둘-쿠가 (4년)
14. 수엔-마기르 (11년)
15. 다믹-이리쿠 (23년)

## 바빌론 제4왕조(이신)
- 마르둑-카비트-아헤수 (재위 기원전 1155-1146)
- 이티-마르둑-발라투 (재위 기원전 1146-1132)
- 닌우르타-나딘-수미 (재위 기원전 1132-1126)
- 나부-쿠두리-우수르 (네부카드네자르 1세) (재위 기원전 1126-1103)
- 엔릴-나딘-아플리 (재위 기원전 1103-1100)
- 마르둑-나딘-아헤 (재위 기원전 1100-1082)
- 마르둑-사픽-제리 (재위 기원전 1082-1069)
- 아다드-아플라-이디나 (재위 기원전 1069-1046)
- 마르둑-아헤-에리바 (재위 기원전 1046)
- 마르둑-제르-X (재위 기원전 1046-1033)
- 나부-숨-리부르 (재위 기원전 1033-1025)

1. ↑  ETCSL. Sumerian King List .
2. ↑   위 지도에는 우바이드(30°58′N 46°05′E)와 우르(30°57′N 46°06′E)가
 같은 위치에 표시되어 있다